# Capovalle
Capovalle är en ort och kommun i provinsen Brescia i regionen Lombardiet i Italien. Kommunen hade 353 invånare (2018).